# Таддеуччи, Джиневра
Джиневра Таддеуччи (итал. Ginevra Taddeucci; род. 3 мая 1997, Флоренция) — итальянская пловчиха, специалистка в плавании на открытой воде, бронзовый призёр летних Олимпийских Игр 2024 года, чемпионка мира 2023 года в составе смешанной эстафеты, призёр чемпионатов мира и Европы.

## Карьера
На чемпионате Европы в мае 2021 года в Будапеште, Таддеуччи заняла шестое место на дистанции 5 километров и седьмое место на дистанции 10 километров.
На чемпионате мира 2022 года в Будапеште в смешанной эстафете итальянцы с участием Джиневры Таддеуччи завоевали бронзовую медаль. В личном зачете Таддеуччи финишировала шестой на дистанции 5 километров. Два месяца спустя на чемпионате Европы в Риме Таддеуччи финишировала второй после Леони Бек на дистанции 10 километров, а в смешанной эстафете в составе итальянской четвёрки стала чемпионкой Европы.
В 2023 году на чемпионате мира в Фукуоке Таддеуччи финишировала шестой на дистанции 10 км. В эстафете стала чемпионкой мира.
В феврале 2024 года на чемпионате мира в Дохе Таддеуччи финишировала 22-й на дистанции 10 км. В июне 2024 года на чемпионате Европы в Белграде завоевала две серебряные медали.
На Олимпийских играх в Париже Таддеуччи стартовала на дистанции 1500 метров вольным стилем в бассейне, где заняла одиннадцатое место. На открытой воле на дистанции 10 километров на открытой воде стала бронзовым призёром Игр.
В 2025 году на чемпионате мира в Сингапуре завоевала четыре серебряные медали на олимпийской дистанции 10 км, дистанциях 5 км и 3 км и в смешанной командной эстафете. 